# Michele Marullo Tarcaniota

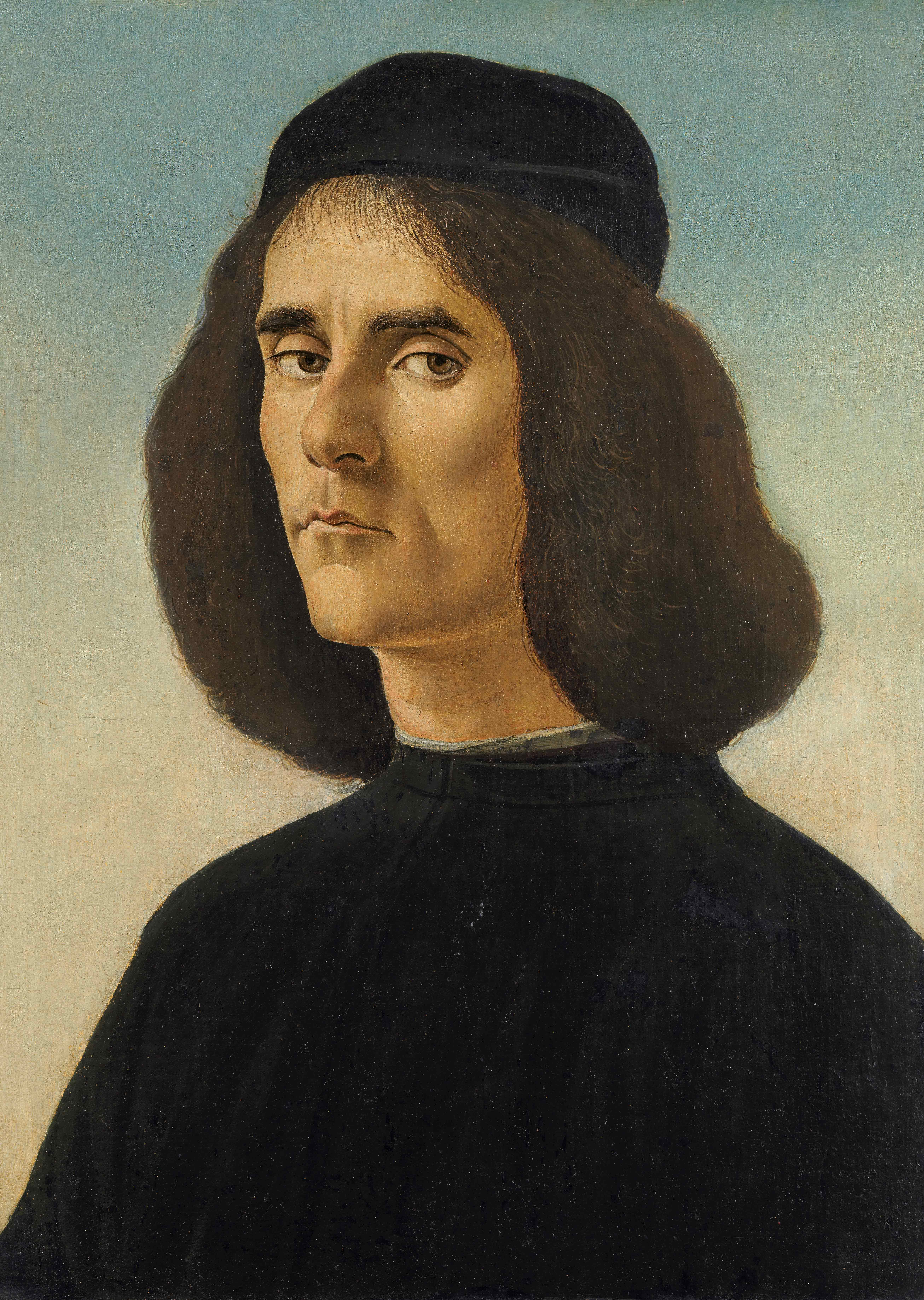
Sandro Botticelli, Retrato de Michele Marullo Tarcaniota, (c. 1490). Colección Guardans-Cambó; expuesto en régimen de comodato en el Museo de Bellas Artes de Valencia desde julio de 2021.

Michele Marullo Tarcaniota (Μιχαήλ Μάρουλλος Ταρχανειώτης)  (¿Constantinopla?, 1453-Volterra, 1500) fue un soldado y poeta griego en lengua latina.

## Biografía
Nacido en Constantinopla durante el asedio de la ciudad por los turcos en 1453, o ya en Ragusa, a donde habría llegado su madre embarazada poco antes de la caída de la capital bizantina, constituye un singular ejemplo de intelectual desarraigado, obligado a una vida de continua inestabilidad.
Vivió exiliado con su familia en la República de Ragusa primero y luego en Ancona y diversos lugares de Italia donde se inició en el cultivo de la literatura latina y defendió la cruzada contra los otomanos. Luchó como mercenario en la batalla de Vaslui en Moldavia (1475), en Crimea y en el sitio de Otranto. La investigadora Carol Kidwell publicó en 1989 la única biografía exhaustiva de él (Marullus, Soldier Poet of the Renaissance, Londres, 1989) donde afirma que participó en una campaña militar de Vlad el Empalador, controvertido príncipe rumano que inspiró el personaje literario de Drácula. 
De 1480 a 1486 Marullo vivió en Nápoles donde trabó amistad con Giovanni Pontano y Jacopo Sannazaro y entró en contacto con los barones antiaragoneses. A su lado intervino en la campaña italiana del rey de Francia Carlos VIII. En 1497 se encontraba en Florencia, donde fue rápidamente aceptado en el círculo de humanistas reunido en torno a Lorenzo el Magnífico y contrajo matrimonio con Alessandra Scala, joven y erudita poetisa, hija del canciller florentino Bartolommeo Scala. Es posible que este matrimonio estuviese en el origen de sus polémicas con Angelo Poliziano, igualmente interesado en la joven, al punto de dedicarle una parte de su cancionero en griego. En la disputa intervino también Jacopo Sannazzaro, amigo de Marullo, que dedicó algunos epigramas satíricos a Poliziano.
En 1500 volvió a tomar las armas, esta vez en favor de Catalina Sforza. En enero participó en la infructuosa defensa de Forlí frente a César Borgia. Poco después, el 10 de abril, tras visitar en Volterra al humanista Raffaele Maffei, falleció ahogado al tratar de cruzar el río Cecina a caballo con su armadura completa.
Marullo fue retratado por Sandro Botticelli en un cuadro de notable sencillez compositiva y fina penetración psicológica ahora propiedad de la familia Guardans-Cambó de Barcelona, que lo expuso en préstamo temporal en el Museo del Prado, Madrid, entre 2004 y 2016 y que en julio de 2021 lo ha depositado en el Museo de Bellas Artes de Valencia. Del cuadro, que en el pasado se tuvo por autorretrato de Masaccio, se conoce una copia atribuida a Ridolfo Ghirlandaio, con una inscripción alusiva a Marullo, a partir de la que se ha podido identificar al personaje retratado. La copia de Ghirlandaio fue propiedad de Paolo Giovio, quien incluyó a Marullo en sus Elogios de hombres de letras ilustres (1546), con el retrato del poeta grabado en madera y su elogio en prosa, en el que destacaba su inquieto ingenio y el dominio de las letras tanto como el de las armas.
Escritor de epigramas de fina sensibilidad en los que, influido por Lucrecio, trató los temas del amor, la nostalgia por la patria perdida, el diálogo intelectual y la fuerza divina de la naturaleza, reunió sus poesías en un volumen titulado Hymni naturales, publicado en Florencia en 1497 junto con la edición definitiva de los Epigrammata,  de los que había publicado una primera edición en 1493.